# آتشفشان فوئگو
آتشفشان فوئگو یا ولکان دِ فوئگو (به اسپانیایی: Volcán de Fuego به‌معنای آتشفشان آتش) آتشفشانی چینه‌ای به ارتفاع ۳۷۶۳ متر در جنوب کشور گواتمالا است. این آتشفشان که در مجاورت شهر توریستی آنتیگوا گواتمالا قرار دارد یکی از فعالترین آتشفشان‌ها در آمریکای جنوبی است.

## مشخصات

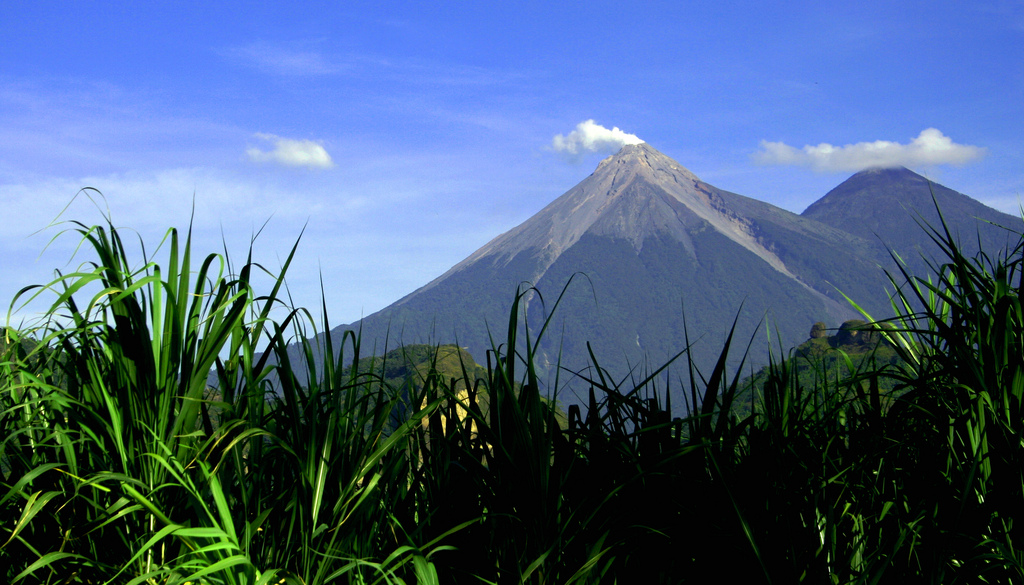
آتشفشان فوئگو یا ولکان دِ فوئگو

آتشفشان فوئگو در لبهٔ جنوبی کمربندی از صخره‌های آتشفشانی ترشیاری متشکل از جریان‌های گدازه و واحدهای لاهاری که ارتفاعات گواتمالا را تشکیل می‌دهند و در جنوب آتشفشان جوان دیگری به نام آکاتنانگو قرار دارد. این دو آتشفشان با یکدیگر تشکیل آتشفشانی دوقلو را می‌دهند با وجود این، گدازه‌های آنها از نظر ساختار با یکدیگر متفاوتند چنان‌که گدازه‌های آکاتنانگو آندزیتی و گدازه‌های فوئگو بازالتی هستند. فوئگو در عین حال یکی از سه آتشفشان چینه‌ای بزرگی است که در مجاورت شهر آنتیگوا گواتمالا، پایتخت پیشین گواتمالا، واقعند.

## فعالیت‌های آتشفشانی
فوئگو یکی از فعالیترین آتشفشان‌های جهان است و سابقه‌ای از ۶۰ بار فوران در طی ۵۰۰ سال برای آن ثبت شده که بیشتر این فوران‌ها، در یا نزدیک به ماه‌های فوریه و سپتامبر بوده است. این گزارش‌ها از آغاز دوران یورش اسپانیایی‌ها به آمریکای مرکزی در سال ۱۵۲۴ به ثبت رسیده است و این آتشفشان از آن زمان تاکنون به فعالیت خود ادامه داده است.
فوران‌های فوئگو انفجارهایی عمودی است که از دهانهٔ آتشفشان واقع در قلهٔ آن خارج می‌شود. شدت این فوران‌ها براساس نمایه شدت فوران آتشفشان معمولاً بین ۲ تا ۳ است. فوران‌های شدیدتر معمولاً تنها چند ساعت ادامه دارند درحالی‌که فوران‌های کوچکتر ممکن است روزها به طول بینجامند.

### ۱۹۷۴
بزرگ‌ترین و حجیم‌ترین فوران فوئگو در سدهٔ بیستم در اکتبر سال ۱۹۷۴ روی داد. فعالیت‌های آتشفشان در ساعت ۴ صبح روز ۱۰ اکتبر این سال با فوران کوچکی از خاکستر از دهانهٔ آتشفشان آغاز شد و با چهار قسمت سقوط مواد بازالتی و جریان خاکستر شدید ادامه یافت تا آنکه پس از ۲۳ اکتبر از شدت و حجم این فوران‌ها کاسته‌شد و تا ۴ دسامبر، ارتفاع زبانهٔ خروجی از دهانهٔ آتشفشان به کمتر از ۱٫۵ کیلومتر کاهش یافته و تقریباً دیگر خاکستری در آن وجود نداشت. در عین حال فوران سال ۱۹۷۴ فوئگو سبب افزایش میزان ذرات استراتوسفر در نیمکره شمالی و احتمالاً در نیمکره جنوبی گردید.

### ۲۰۱۱
فوران فوئگو در سدهٔ بیست و یکم در سال ۲۰۱۱ روی داد که فورانی انفجاری همراه با جریان‌های آذرآواری، جریان‌های گدازه و لاهار بود که منجربه تخلیهٔ منطقه شد.

### ۲۰۱۲
در مهٔ سال ۲۰۱۲ دور جدیدی از فعالیت‌های آتشفشانی فوئگو با پرتاب گدازه از دهانهٔ آتشفشان به بیرون و فرستادن ستون‌هایی از خاکستر به هوا آغاز گردید. بنا بر گزارش مؤسسهٔ ملی زلزله‌شناسی، آتشفشان‌شناسی، هواشناسی و آب‌شناسی گواتمالا که در ۲۱ مه این سال منتشر شد، ستونی از خاکستر به ارتفاع ۵۰۰۰ متر از فوئگو به آسمان پرتاب شده و طول جریان گدازهٔ سرازیر شده از آن به ۱۰۰۰ متر رسیده است. این موضوع سبب شد تا مسئولان به دلیل قرارگرفتن آتشفشان در وضعیت فوران، سطح هشدار در منطقه را بالابرده و اقدام به بستن بزرگراه‌های اطراف، نصب ایستگاه‌های مانیتورینگ و آماده‌سازی نیروهای نجات نمایند.

### ۲۰۱۸
آتشفشان فوئگو در روز ۳ ژوئن قبل از ظهر فوران کرد و با اصابت گدازه‌های آتشفشان به زمین، ساختمانها و ساکنان چندین منطقه مسکونی در حوالی این آتشفشان دست‌کم ۷۲ نفر جان باختند و تقریباً ۳۰۰ نفر زخمی شدند و ۱۹۲ نفر همچنان مفقود هستند، بسیاری از ساختمانها تخریب شد و فرودگاه بین‌المللی لا آررا گواتمالا سیتی، پایتخت این کشور بسته شد و به دلیل تغییر مسیر باد خاکستر این فوران آتشفشانی به پایتخت گواتمالا نیز رسیده است.
به گفته سازمان مدیریت فجایع طبیعی گواتمالا، جریان‌های سریع موسوم به «پیروکلاستیک» که مخلوطی از گاز بسیار داغ و مواد آتش‌فشانی است دو ناحیه مسکونی ال رودیو و سن میگل لوس لوتس را پوشاند و خانه‌ها را ویران کرده و تعدادی از ساکنان را نیز سوزانده و کشته است و به دلیل پوشانده شدن این روستا از گدازه‌ها دسترسی نیروهای امداد و نجات بسیار دشوار شده است.
در روز ۶ ژوئن بار دیگر این آتشفشان فوران کرد و از ضلع جنوبی آن مواد مذاب سرازیر شد. هم‌زمان با فوران دوباره آتشفشان مأموران نجات و امدادرسانی در محل و در حال نجات آسیب‌دیدگان بودند که بعد از آن منطقه را ترک کردند. به گفته مقام‌ها این انفجارها و فوران آتشفشان روی زندگی ۱٫۷ میلیون نفر تأثیر گذاشته است و ۳۰۰۰ نفر بی‌خانمان شدند و در پناهگاه‌ها زندگی می‌کنند.
در روز ۱۹ نوامبر برای پنجمین بار در سال جاری، آتشفشان فوئگو فوران کرد و نزدیک به ۴ هزار نفر از ساکنان مناطق اطراف این آتشفشان به دلیل خطر گدازه‌ها و خاکستر ناشی از این فوران تخلیه و در پناهگاه‌ها اسکان داده شدند.

## نگارخانه

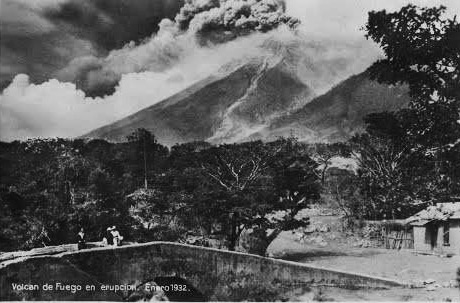
فوران ۱۹۳۲
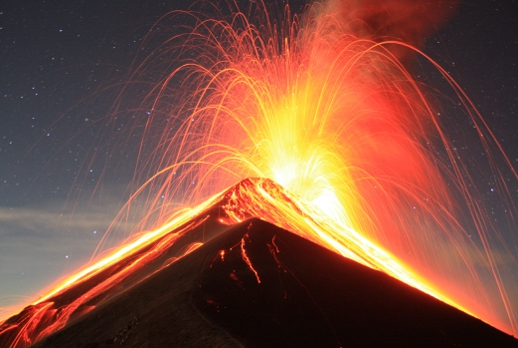
فوران ۲۰۱۳
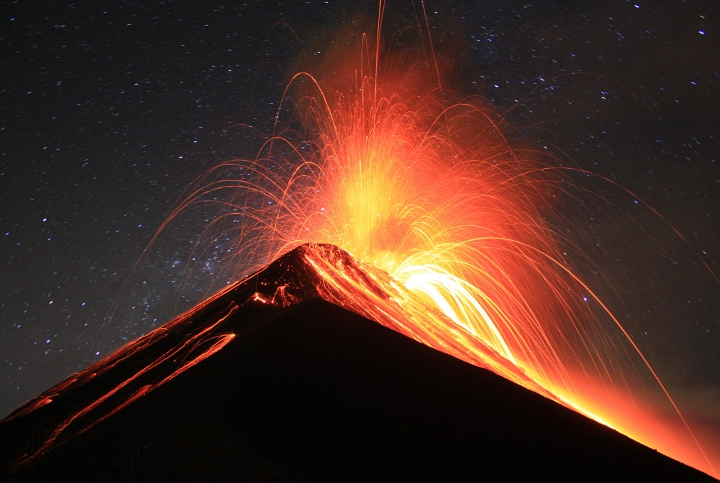
فوران ۲۰۱۳
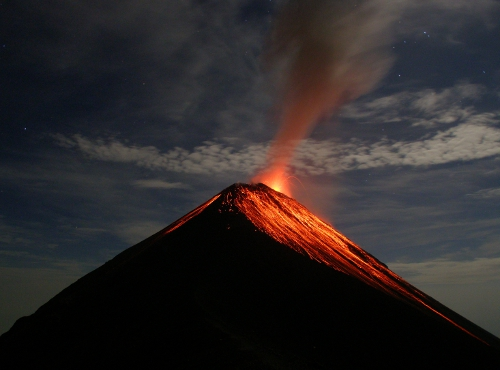
فوران ۲۰۱۱
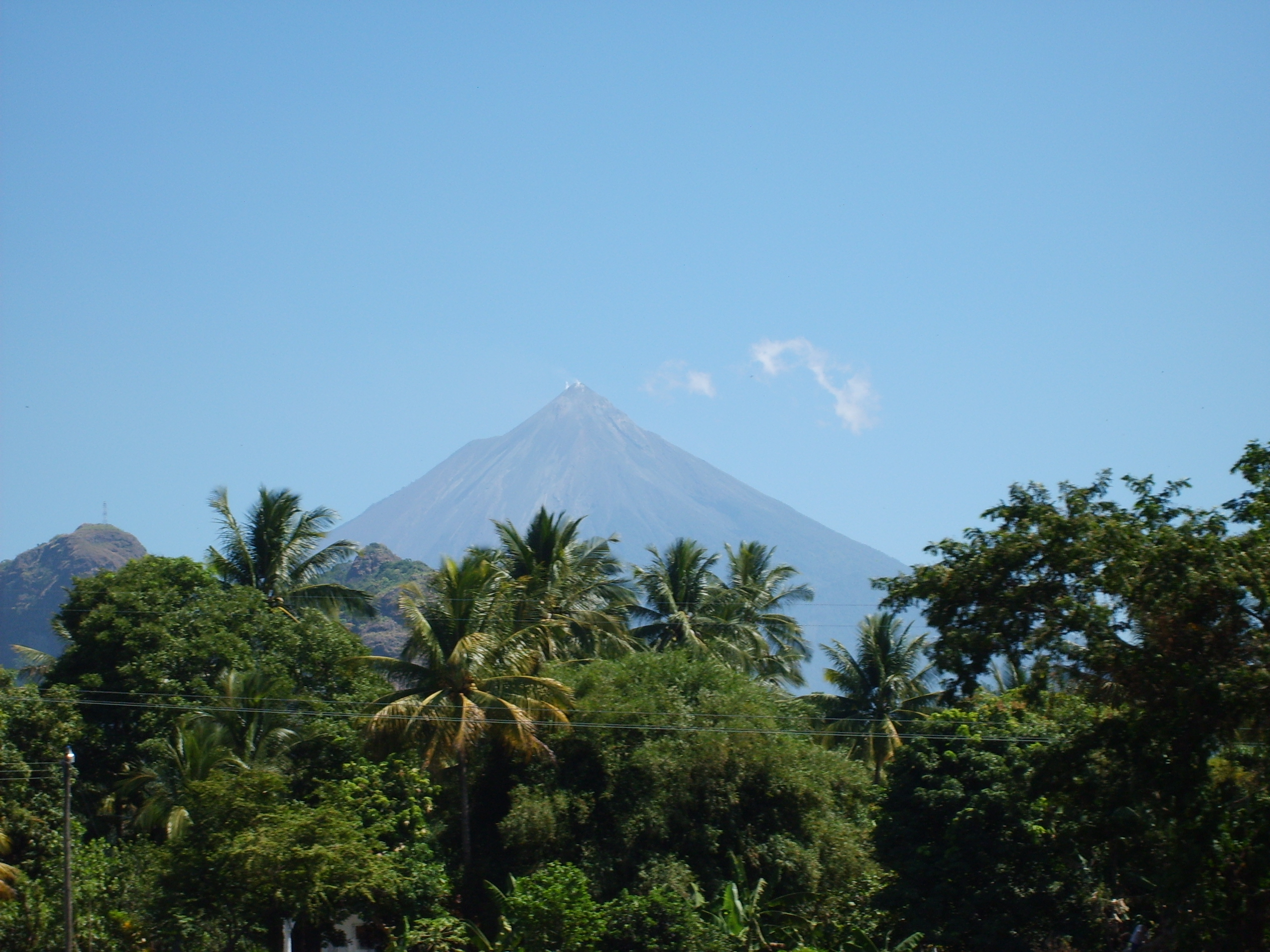
۲۰۰۷
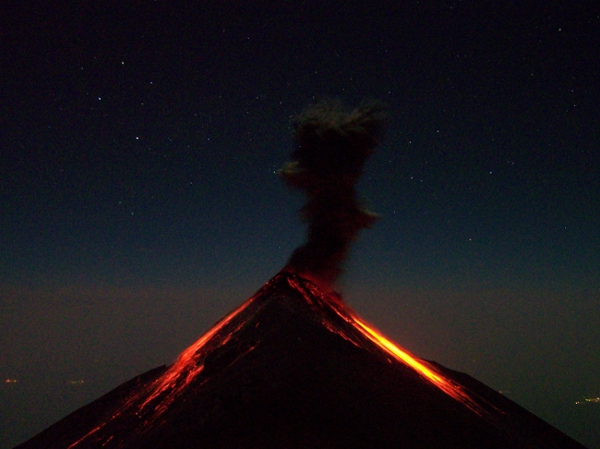
فوئگو از منظر آکاتنانگو - ۲۰۰۶
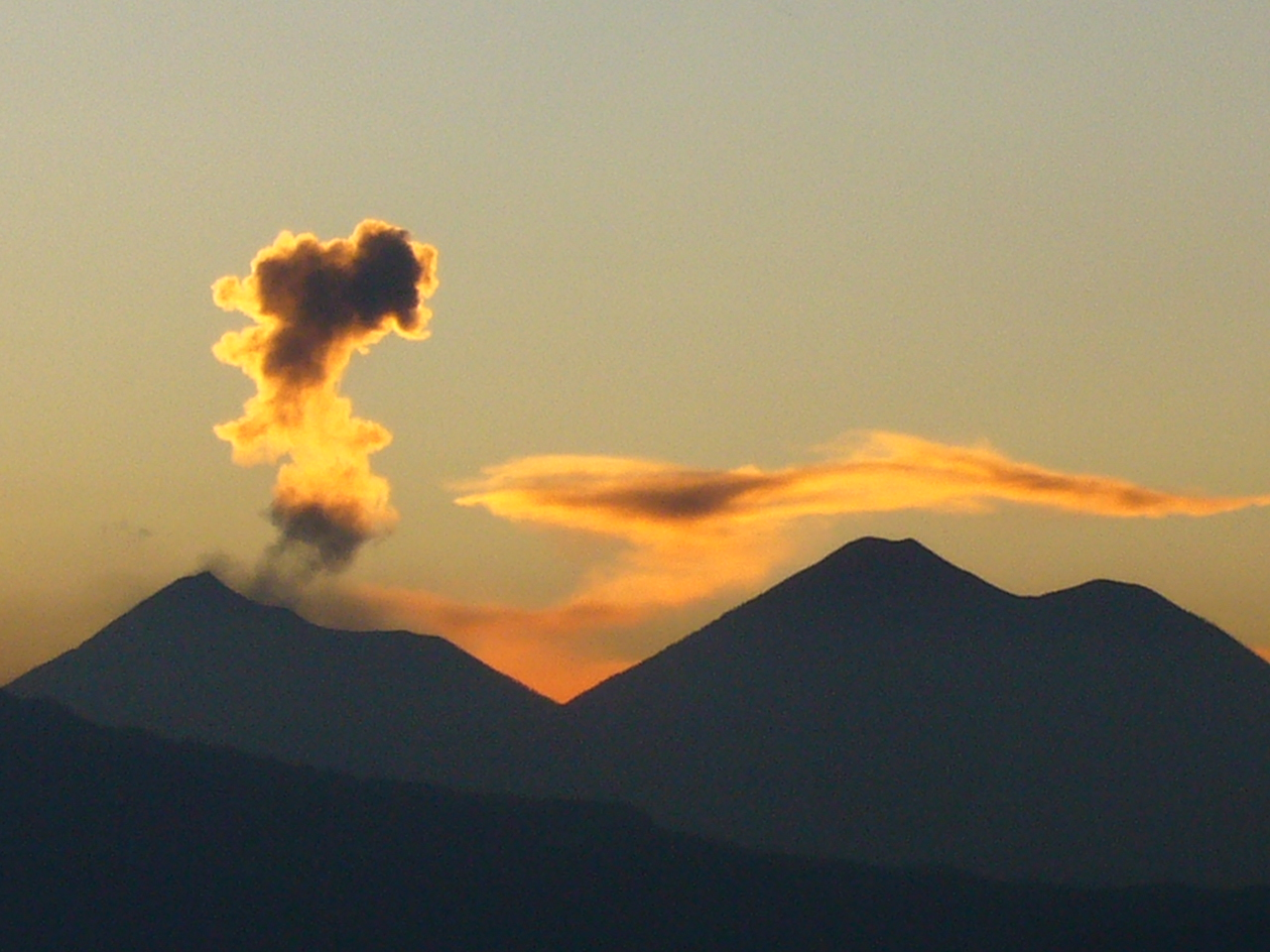
گازهای فوئگو (سمت چپ)، آتشفشان آکاتنانگو در سمت راست، ۲۰۰۹
نمایش سه بعدی